# Parroquia de Saint Mary Cayon
Saint Mary Cayon es una de las 14 parroquias administrativas de San Cristóbal y Nieves. Está situada en la isla principal de Saint Kitts y la capital de la parroquia es Cayon.
Posee una población de 3374 personas y una superficie total de 16 km², por lo que su densidad es de 24,93 pobladores por kilómetro cuadrado.

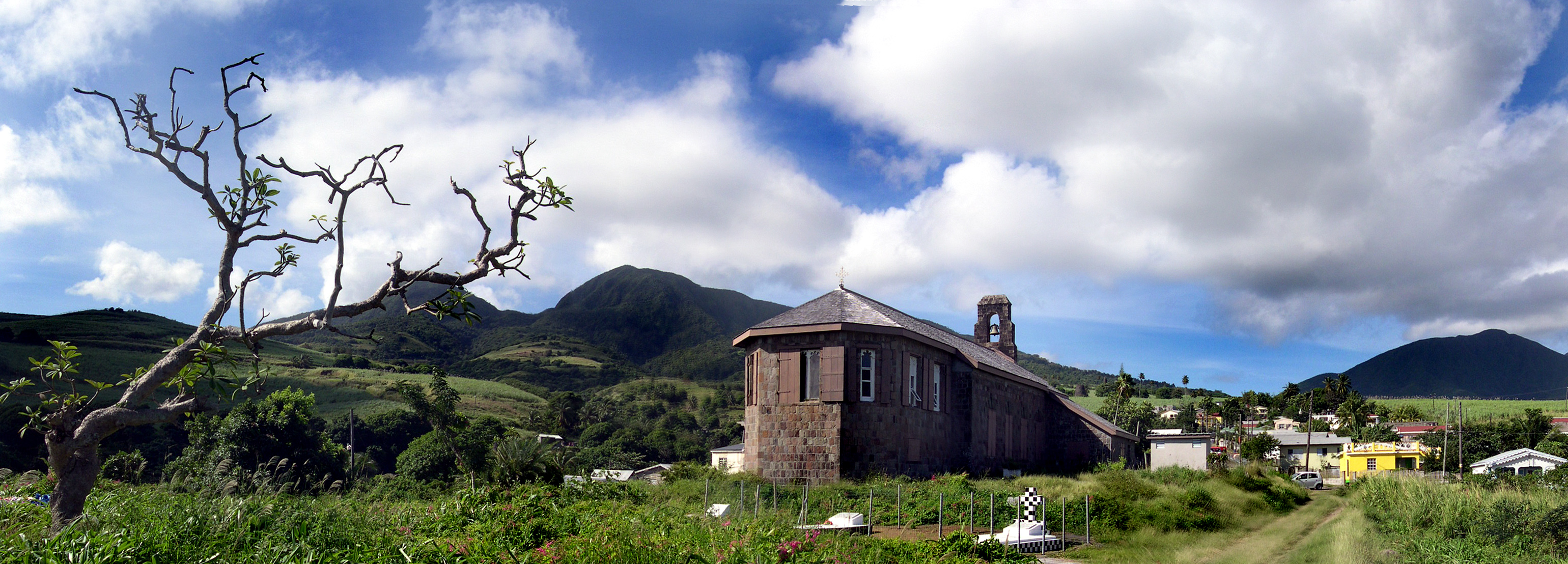
Iglesia de esta parroquia.

## Territorio
Los 16 kilómetros cuadrados de la isla ofrecen montañas cubiertas de bosques en el interior norteño, y las colinas cubiertas de Canadá cerca de las fronteras interiores meridionales. Los acantilados escarpados dominan el resto de la línea de la costa, pero al sur extremo de esto desemboca en una tira continua y larga de la arena que se estira de Saint Mary Cayon, Saint Peter Basseterre hasta Saint George Basseterre, las arenas de poseen 9.7 km. Las playas de la parroquia son utilizadas por las tortugas de Leatherback para poner sus huevos. La ciudad de Cayon domina la porción central de la parroquia, con las aldeas más pequeñas al norte. Todas las tierras que rodean estas aldeas se cubren en granjas campesinas y plantaciones de azúcar abandonadas, hasta 1000 pies (300 m) sobre nivel del mar, donde los bosques crecen sin intervención humana, como en casi toda la isla.

## Economía
Cayon era históricamente una de las áreas industriales principales de la isla, hogar de la fábrica de algodón de la isla, que fue abierta en 1901. Hizo historia mientras que su estado casero, estado de Spooner, se convirtió en el primero en el Caribe que cambió, con éxito, de la producción de azúcar al algodón. La fábrica seguía abierta hasta su adquisición por el gobierno en 1970, poco después fue cerrada. Desde entonces, ningún desarrollo industrial significativo ha ocurrido en la parroquia, a pesar de Cayon que era una ciudad importante. La agricultura domina toda la economía de hoy en Saint Mary Canyon. Los cultivos principales son frutas y vegetales, y la producción ganadera en la parroquia es especialmente alta. La segunda industria de la parroquia es el turismo.
La parroquia también se destaca por sus almacenes grandes de agua, que provienen de la costa del este.

## Puertos
No hay ningún puerto en esta parroquia.

## Pueblos
Capital: Canyon
Otros Pueblos
- Lodge
- Ottley's
- Little Italy
- Spooner's
- Keys

- Datos: Q1538034
- Multimedia: Saint Mary Cayon / Q1538034